# Heinrich Angst
Heinrich "Heiri" Angst, född 29 augusti 1915, död 9 september 1989, var en schweizisk bobåkare.
Angst blev olympisk guldmedaljör i fyrmansbob vid vinterspelen 1956 i Cortina d'Ampezzo.